# Hangyászpittafélék
A hangyászpittafélék (Grallariidae) a madarak osztályának verébalakúak (Passeriformes) rendjébe tartozó család.

## Elterjedésük
A családba tartozó fajok Közép- és Dél-Amerikában honosak. Szubtrópusi és trópusi erdők sűrű aljnövényzetében, vagy cserjésekben élnek.

## Megjelenésük
Kis és közepes méretűek. Zömök testűk, nagyon rövid farkuk és hosszú lábuk van. Tollazatuk általában drapp, barna, fekete és fehér mintázattal.

## Életmódjuk
A hosszú lábaikkal a talajon keresgélik rovarokból, főleg hangyákból álló táplálékukat.

## Rendszerezés
A családhoz az alábbi 4 nem tartozik:
- Grallaricula – 8 faj
- Myrmothera – 2 faj
- Hylopezus – 11 faj
- Grallaria – 32 faj